# Soľ
Soľ este o comună slovacă, aflată în districtul Vranov nad Topľou din regiunea Prešov. Localitatea se află la altitudinea de 143 m deasupra n.m., se întinde pe o suprafață de 10,29 km2 și în 2017 număra 2.554 de locuitori.

## Istoric
Localitatea Soľ este atestată documentar din 1252.

## Demografie
| An:                | 1994 | 2004    | 2014   | 2024   |
| ------------------ | ---- | ------- | ------ | ------ |
| Număr de persoane: | 2001 | 2290    | 2505   | 2664   |
| Diferență:         |      | +14,44% | +9,38% | +6,34% |

| An:                | 2023 | 2024   |
| ------------------ | ---- | ------ |
| Număr de persoane: | 2641 | 2664   |
| Diferență:         |      | +0,87% |